# Żeglarstwo na Letnich Igrzyskach Olimpijskich 1936 – Star
Zawody w żeglarskiej klasie Star podczas XI Letnich Igrzysk Olimpijskich odbyły się w dniach 4–10 sierpnia 1936 roku na wodach Zatoki Kilońskiej.

## Informacje ogólne
Do zawodów zgłosiło się dwanaście załóg reprezentujących tyleż krajów.
Regaty składały się z siedmiu wyścigów.  Jeden punkt był przyznawany za ukończenie wyścigu, kolejne zaś za miejsca zajęte na mecie – liczba punktów równa była liczbie pokonanych załóg, łącznie z tymi, które nie wystartowały lub nie ukończyły danego wyścigu. Na wynik końcowy składała się suma wszystkich punktów, przy czym wyższą lokatę zajmował jacht o większej liczbie punktów. Przy równej punktacji załóg przeprowadzana była między nimi dogrywka.
Cztery z wyścigów odbyły się w innych godzinach niż planowano z powodu zbyt burzliwego lub spokojnego morza i, co za tym idzie, przesunięcia startów innych klas. W regatach triumfowali Niemcy, zwyciężając w pięciu wyścigach, przed Szwedami i Holendrami.

## Wyniki
| Pozycja | Załoga                                    | Jacht          | Wyścig I | Wyścig I | Wyścig II | Wyścig II | Wyścig III | Wyścig III | Wyścig IV | Wyścig IV | Wyścig V | Wyścig V | Wyścig VI | Wyścig VI | Wyścig VII | Wyścig VII | Ogółem |
| Pozycja | Załoga                                    | Jacht          | Pozycja  | Punkty   | Pozycja   | Punkty    | Pozycja    | Punkty     | Pozycja   | Punkty    | Pozycja  | Punkty   | Pozycja   | Punkty    | Pozycja    | Punkty     | Ogółem |
| ------- | ----------------------------------------- | -------------- | -------- | -------- | --------- | --------- | ---------- | ---------- | --------- | --------- | -------- | -------- | --------- | --------- | ---------- | ---------- | ------ |
| złoto   | Peter Bischoff Hans-Joachim Weise         | Wannsee        | 1        | 12       | 4         | 9         | 1          | 12         | 1         | 12        | 2        | 11       | 1         | 12        | 1          | 12         | 80     |
| srebro  | Arvid Laurin Uno Wallentin                | Sunshine       | 2        | 11       | 1         | 12        | 3          | 10         | 2         | 11        | 12       | 1        | 3         | 10        | 4          | 9          | 64     |
| brąz    | Adriaan Maas Willem de Vries Lentsch      | BEM II         | DNF      | 0        | 2         | 11        | 4          | 9          | 3         | 10        | 1        | 12       | 2         | 11        | 3          | 10         | 63     |
| 4       | Keith Grogono William Welply              | Paka           | 4        | 9        | 3         | 10        | 2          | 11         | 7         | 6         | 8        | 5        | 5         | 8         | 6          | 7          | 56     |
| 5       | William Waterhouse Woodbridge Metcalf     | Three Star Too | 3        | 10       | 5         | 8         | 8          | 5          | 9         | 4         | 3        | 10       | 4         | 9         | 8          | 5          | 51     |
| 6       | Øivind Christensen Sigurd Herbern         | KNS            | 5        | 8        | 10        | 3         | 7          | 6          | 6         | 7         | 4        | 9        | 6         | 7         | 9          | 4          | 44     |
| 7       | Jean-Jacques Herbulot Pierre de Montaut   | Fada           | 3        | 10       | DSQ       | 0         | 9          | 4          | 4         | 9         | 5        | 8        | 7         | 6         | 2          | 11         | 48     |
| 8       | Harun Ülmen Behzat Baydar                 | Marmara        | 7        | 6        | 6         | 7         | 6          | 7          | 12        | 1         | 6        | 7        | 11        | 2         | 5          | 8          | 38     |
| 9       | Riccardo de Sangro Fondi Federico de Luca | Pegaso         | 8        | 5        | 7         | 6         | 5          | 8          | 11        | 2         | 9        | 4        | 10        | 3         | 7          | 6          | 34     |
| 10      | Joaquim Fiúza António de Herédia          | Vicking        | 6        | 7        | DSQ       | 0         | DNF        | 0          | 5         | 8         | 7        | 6        | 8         | 5         | 11         | 2          | 28     |
| 11      | Minoru Takarabe Takuo Mitsui              | Myojo          | 9        | 4        | 8         | 5         | DNF        | 0          | 10        | 3         | 11       | 2        | 9         | 4         | 12         | 1          | 19     |
| 12      | Victor Godts Albert Vos                   | Freddy         | 11       | 2        | 9         | 4         | DNF        | 0          | 8         | 5         | 10       | 3        | 12        | 1         | 10         | 3          | 18     |